# Miloslavov
Miloslavov ist eine Gemeinde im Okres Senec in der Südwestslowakei. Der Ort liegt etwa 20 km östlich von Bratislava und hat etwa 5.300 Einwohner.

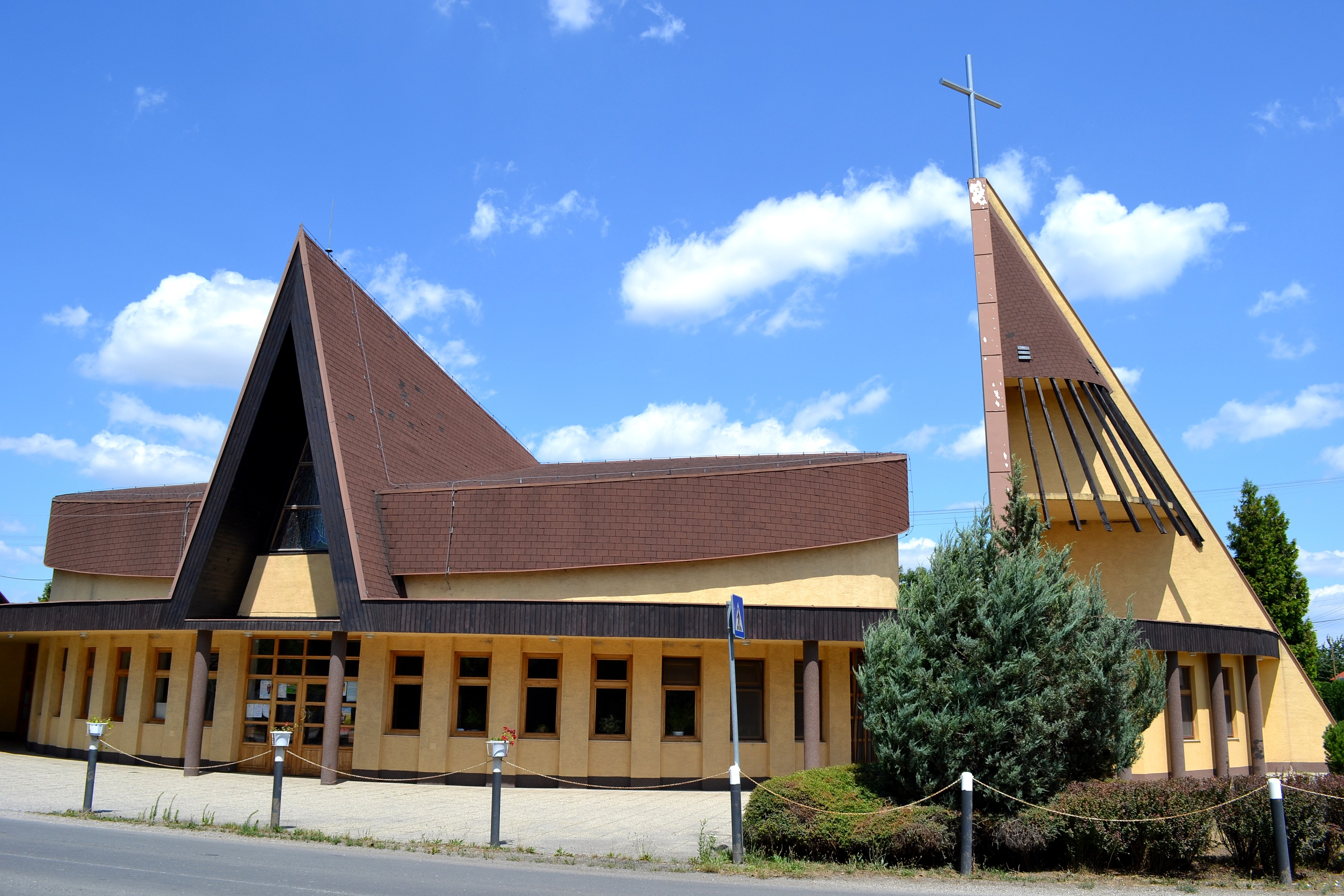
Römisch-katholische Kirche

Die Gemeinde entstand 1936 aus den zwei Siedlungen Annin Dvor (deutsch Annahof) und Alžbetin Dvor (deutsch Sankt Elisabethhof). Beide waren bis dahin ein Teil der Gemeinde Štvrtok na Ostrove. Kleinere Gebiete gehörten auch zu den Gemeindegebieten von Tomášov, Nové Košariská und Nová Lipnica. Schon zuvor, im Jahre 1921, wurden auf dem parzellierten Besitz von Ritter Rudolf Wiener-Welten slowakische Siedler aus Böhmen, Jugoslawien und Ungarn angesiedelt. Nach 1945 kamen auch noch Familien aus der Mittelslowakei dazu. Die Kolonie sollte zunächst zu Ehren des Milan Rastislav Štefánik benannt werden. Da eine Siedlung gleichen Namens kurz vorher schon entstanden war, wurde bis 1930 der Name Miloslavova (nach dem slowakischen Schriftsteller Jozef Miloslav Hurban) verwendet. 
In den letzten zehn Jahren entwickelte sich die Gemeinde wegen ihrer Nähe zur Stadt Bratislava.
Im Ortsteil Alžbetin Dvor gibt es eine moderne römisch-katholische Kirche, die 2004 eröffnet wurde. Die ältere Kirche der Heiligen Elisabeth aus dem 13. Jahrhundert wurde zum Speicher umgebaut.

## Bevölkerung
| Jahr                | 1994 | 2004     | 2014      | 2024      |
| ------------------- | ---- | -------- | --------- | --------- |
| Anzahl der Personen | 751  | 999      | 2134      | 6548      |
| Unterschied         |      | +33,02 % | +113,61 % | +206,84 % |

| Jahr                | 2023 | 2024    |
| ------------------- | ---- | ------- |
| Anzahl der Personen | 6078 | 6548    |
| Unterschied         |      | +7,73 % |